# Preußische Expedition nach Ägypten

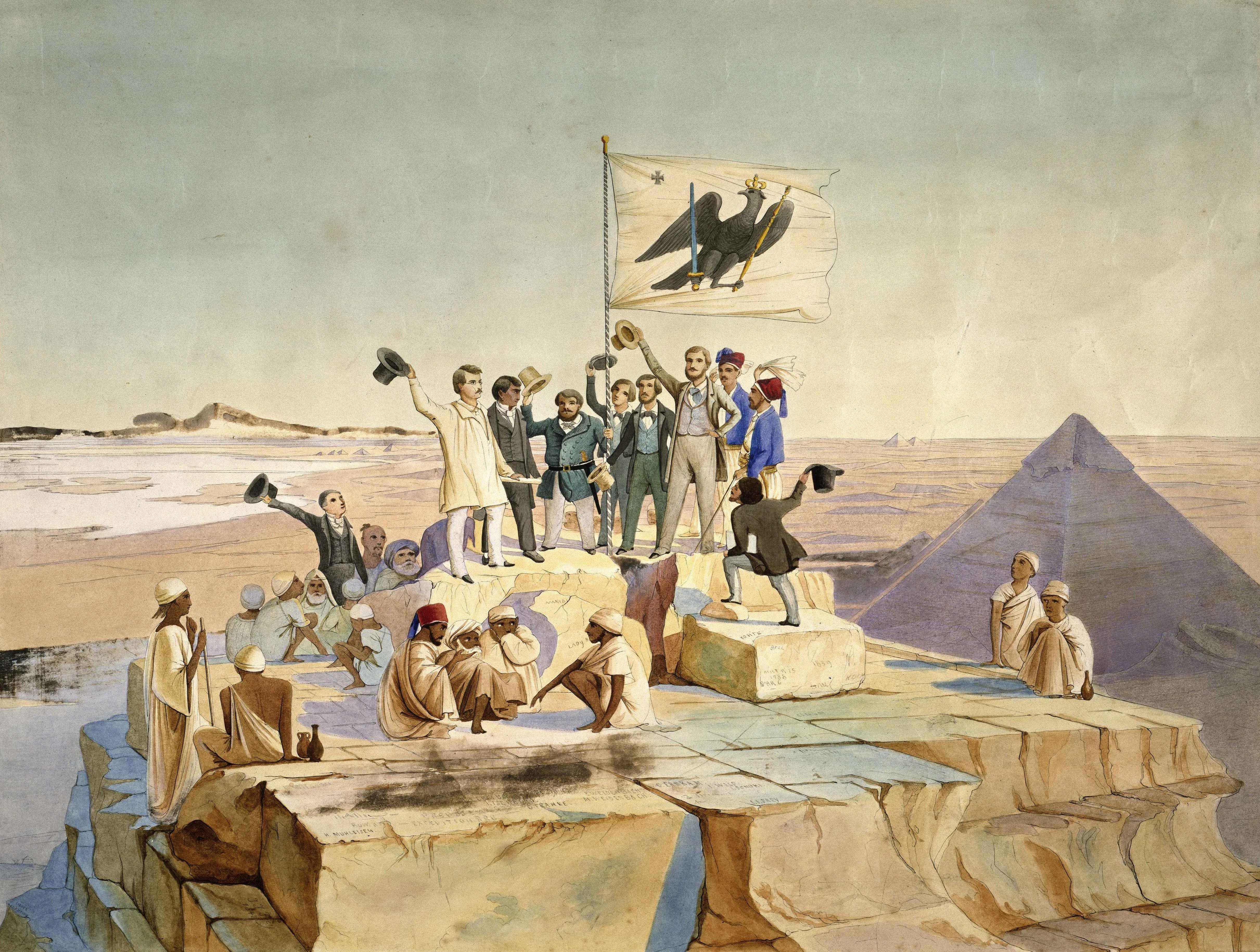
Die Teilnehmer der preußischen Ägypten-Expedition auf der Spitze der Cheops-Pyramide, Aquarell von Johann Jakob Frey, 1842

Die Preußische Expedition nach Ägypten (vollständiger Name Königlich Preußische Expedition nach Aegypten und Aethiopien, auch Lepsius-Expedition genannt) war eine wissenschaftliche Forschungsexpedition, die 1842 bis 1845 nach Ägypten und Nubien stattfand.
1840 beantragte der junge Ägyptologe Richard Lepsius (1810–1884) beim preußischen König Friedrich Wilhelm IV. (1795–1861) die Mittel für eine wissenschaftliche Expedition nach Ägypten. Dank der Unterstützung durch Christian Karl Josias von Bunsen wurden diese genehmigt, auch um ägyptische Denkmäler für die Berliner Museen zu erwerben und diese damit im Vergleich zu anderen europäischen Museen zu stärken. Die Forschungsreise fand vom Herbst 1842 bis 1845 statt.

## Teilnehmer
- Richard Lepsius (1810–1884), Ägyptologe, Leiter der Expedition
- Heinrich Abeken (1809–1872), Theologe und Diplomat
- Joseph Bonomi der Jüngere (1796–1878), Zeichner
- Georg Erbkam (1811–1876), Architekt
- Carl Franke, Gipsformer
- Johann Jakob Frey (1813–1865), Maler
- Friedrich Otto Georgi (1819–1874), Zeichner
- Ernst Weidenbach (1818–1882), Zeichner
- Maximilian Ferdinand Weidenbach (1823–1890), Zeichner
- James William Wild (1814–1892), Architekt

## Publikationen der Expedition
- Richard Lepsius: Briefe aus Aegypten, Aethiopien und der Halbinsel des Sinai: geschrieben in den Jahren 1842–1845 während der auf Befehl Sr. Majestät des Königs Friedrich Wilhelm IV von Preußen ausgeführten wissenschaftlichen Expedition. Berlin 1852 (Digitalisat).
- Richard Lepsius: Denkmaeler aus Aegypten und Aethiopien: nach den Zeichnungen der von Seiner Majestät dem Koenige von Preussen Friedrich Wilhelm IV nach diesen Ländern gesendeten und in den Jahren 1842–1845 ausgeführten wissenschaftlichen Expedition. Berlin 1849–1859 (6 Abteilungen in 12 Bänden Digitalisat).
- Denkmäler aus Aegypten und Aethiopien. Text (Digitalisat). 
  - Bd. 1–3, hrsg. von Eduard Naville und Ludwig Borchardt, bearbeitet von Kurt Sethe, Leipzig 1897–1904.
  - Bd. 4, hrsg. von Eduard Naville, bearbeitet von Kurt Sethe, Leipzig 1901.
  - Bd. 5, hrsg. von Eduard Naville, bearbeitet von Walter Wreszinski, Leipzig 1913.